# Vicente Lucio Salazar
Vicente Lucio Salazar y Cabal (Quito, 20 de diciembre de 1832-Quito, 14 de febrero de 1896) fue un jurisconsulto y político ecuatoriano.

## Biografía
Vicente Lucio Salazar nació en Quito el 20 de diciembre de 1832. Era hijo del matrimonio formado por Manuel María Salazar Lozano y de Carolina Cabal Salazar.
Realizó todos sus estudios en su ciudad natal y los culminó cuando se graduó de doctor en jurisprudencia.
Además de su labor en el campo del derecho, se desempeñó brillantemente como economista por alrededor de 30 años.

### Vida familiar
Contrajo matrimonio por primera vez con Mercedes Polanco y Carrión, nacida en Quito en 1839 y muerta joven allí mismo en 1871. Viudo, Salazar casó en 1873 por segunda vez con Manuela Quiñones Pérez. 
Sus dos cónyuges eran descendientes de los Marqueses de Miraflores (antigua familia nobiliaria de la Real Audiencia de Quito). Tuvo descendencia en ambos matrimonios.

### Participación política
A inicios de la década de 1870, participó como representante en la Cámara de Diputados, llegando a ser Presidente de la misma en 1873. Ese año y por su especialización en temas económicos, el presidente Gabriel García Moreno lo nombró Ministro de Cuentas (o de Hacienda).
En 1883, se hizo cargo del Ministerio de Hacienda en dos ocasiones más: durante el Supremo Gobierno Provisional (de facto), también conocida como Pentavirato y entre 1884 y 1888, al formar parte del Gabinete del presidente José María Plácido Caamaño.
En 1892 fue senador y Presidente de la Cámara del Senado.
En 1893, el presidente Luis Cordero Crespo lo escogió como Ministro del Interior y de Relaciones Exteriores.

## Presidencia Encargada del Ecuador (1895)
Fue elegido vicepresidente de la república en 1894, y se encargó del poder ejecutivo cuando Luis Cordero renunció al cargo debido al escándalo de la Venta de la Bandera que produjo en el país una serie de insurrecciones y montoneras liberales especialmente en la Costa ecuatoriana.
El 5 de junio de 1895 estalla en Guayaquil la Revolución Liberal liderada por el general Eloy Alfaro y Salazar designa el 8 de junio de 1895 al general José María Sarastí como Director General de la Guerra para aplastar la rebelión.
Al día siguiente Salazar enferma y debe dejar sus funciones al presidente del Senado, Carlos Mateus Pacheco. Sin embargo este renunció al cargo y Vicente Lucio Salazar regresa al mando ejecutivo.
Derrotado el ejército gobiernista en la batalla de Gatazo, Salazar renuncia al mando el 15 de agosto de 1895 y es sustituido por Aparicio Ribadeneira Ponce que ejercía como Ministro del Interior y de Relaciones Exteriores.
El nuevo encargado del poder ejecutivo juzgó imposible la resistencia armada en la ciudad de Quito. La mañana del 23 de agosto de 1895, Aparicio Ribadeneira Ponce escapa de la capital junto a los soldados leales al gobierno a buscar refugio en la República de Colombia, hecho que derrumba el gobierno del Partido Conservador. 
El 4 de septiembre de 1895 ingresa en la capital el ejército de Eloy Alfaro e inicia su gobierno de facto.

### Ministros
| Ministerio                                                        | Titular                      |
| ----------------------------------------------------------------- | ---------------------------- |
| Ministerio de Guerra y Marina                                     | José María Sarasti           |
| Ministerio de Hacienda                                            | Gabriel de Jesús Núñez Terán |
| Ministerio de Instrucción Pública                                 | Pedro Ignacio Lizarzaburu    |
| Ministerio de lo Interior, Relaciones Exteriores y Obras Públicas | Luis Salvador Martínez       |
| Ministerio de lo Interior, Relaciones Exteriores y Obras Públicas | Aparicio Ribadeneira Ponce   |

## Fallecimiento
Luego del triunfo de la Revolución Liberal del 5 de junio de 1895 y el gobierno de facto de Alfaro en la capital, Vicente Lucio Salazar debido a su delicado estado de salud se asiló en la casa del embajador de la República de Venezuela, lugar donde fallecería producto de un infarto agudo de miocardio.

## Sucesión
| Predecesor: Honorato Vázquez                                | Ministro de Relaciones Exteriores y de Gobierno del Ecuador 28 de febrero de 1893-10 de abril de 1893 | Sucesor: Pedro Lizarzaburu      |
| Predecesor: Pablo Herrera González                          | Vicepresidente de la República del Ecuador 1 de julio de 1894-23 de agosto de 1895                    | Sucesor: Manuel Benigno Cueva   |
| Predecesor: Luis Cordero Crespo (Presidente Constitucional) | Encargado del Poder Ejecutivo de la República del Ecuador 16 de abril de 1895-23 de agosto de 1895    | Sucesor: Eloy Alfaro (de facto) |